# Melikbally
Melikbally är en ort i Azerbajdzjan.   Den ligger i distriktet Ujar Rayonu, i den centrala delen av landet, 200 km väster om huvudstaden Baku. Melikbally ligger 21 meter över havet och antalet invånare är 1 372.
Terrängen runt Melikbally är mycket platt, och sluttar söderut. Närmaste större samhälle är Ağdaş, 12,8 km nordväst om Melikbally.
Trakten runt Melikbally består till största delen av jordbruksmark. Runt Melikbally är det ganska tätbefolkat, med 80 invånare per kvadratkilometer.